# 戶山 (新宿區)
戶山（日语：／ Toyama */?）是東京都新宿區的地名。現行行政地名是戶山一丁目至戶山三丁目。2013年8月1日為止的人口有9,391人。郵遞區號為162-0052，戶山三丁目18、21番為169-0052。

## 地理
位於新宿區中央。東鄰喜久井町、若松町，東北接馬場下町，北與西早稻田2丁目之間以諏訪通為界，西連大久保2、3丁目，南與新宿7丁目、若松町之間以大久保通為界。
町域內除了一般住宅，還有戶山高地等集合住宅，以箱根山為中心的都立戶山公園，東京都立戶山高等學校、學習院女子大學、早稻田大學戶山校區等文教施設，國立國際醫療研究中心戶山醫院等醫療設施。

## 歷史
江戶時代是尾張德川家的下屋敷，屋敷內的回遊庭園（戶山山莊）與小石川後樂園並稱為最佳的江戶大名庭園。後因天災而荒廢，幕末燒毀後重建。明治時代，現在的大久保與百人町等地區成為軍事用地，附近設有稱為戶山原的陸軍射撃場，與陸軍軍人養成機關陸軍戶山學校等軍事機關。戰後因住宅不足，東京都在此建設都營住宅，都內團地的起源「戶山高地」在1949年完工。1970年代以後，這些建築逐漸被鋼筋混凝土的高層住宅所取代。

### 沿革
- 江戶時代 - 牛込破損町與戶山山莊。
- 1872年 - 戶山山莊編入下戶塚村[2]。
- 1878年 - 郡區町村編制法施行，牛込區成立。下戶塚村部分編入牛込區，成立牛込下戶塚町。
- 1889年 - 市制施行，為東京市牛込區。
- 1911年 - 牛込破損町改稱破損町，牛込下戶塚町改稱下戶塚町。
- 1923年 - 破損町、下戶塚町成立戶山町。
- 1943年 - 東京都制施行，為東京都牛込區戶山町。
- 1947年 - 牛込區與四谷區、淀橋區合併成立新宿區，為新宿區戶山町。
- 1981年 - 住居表示實施。

### 地名由來
這一帶原名為「和田戶山」，後保留「戶山」作為地名。

## 交通
町域內有西早稻田站，也可利用新大久保站、東新宿站、若松河田站、東西線早稻田站。幹線道路沿線巴士便利。

## 設施
- 都營戶山高地團地
- 戶山公園
- 東京都立戶山高等學校
- 學習院女子大學
- 學習院女子高等科、學習院女子中等科

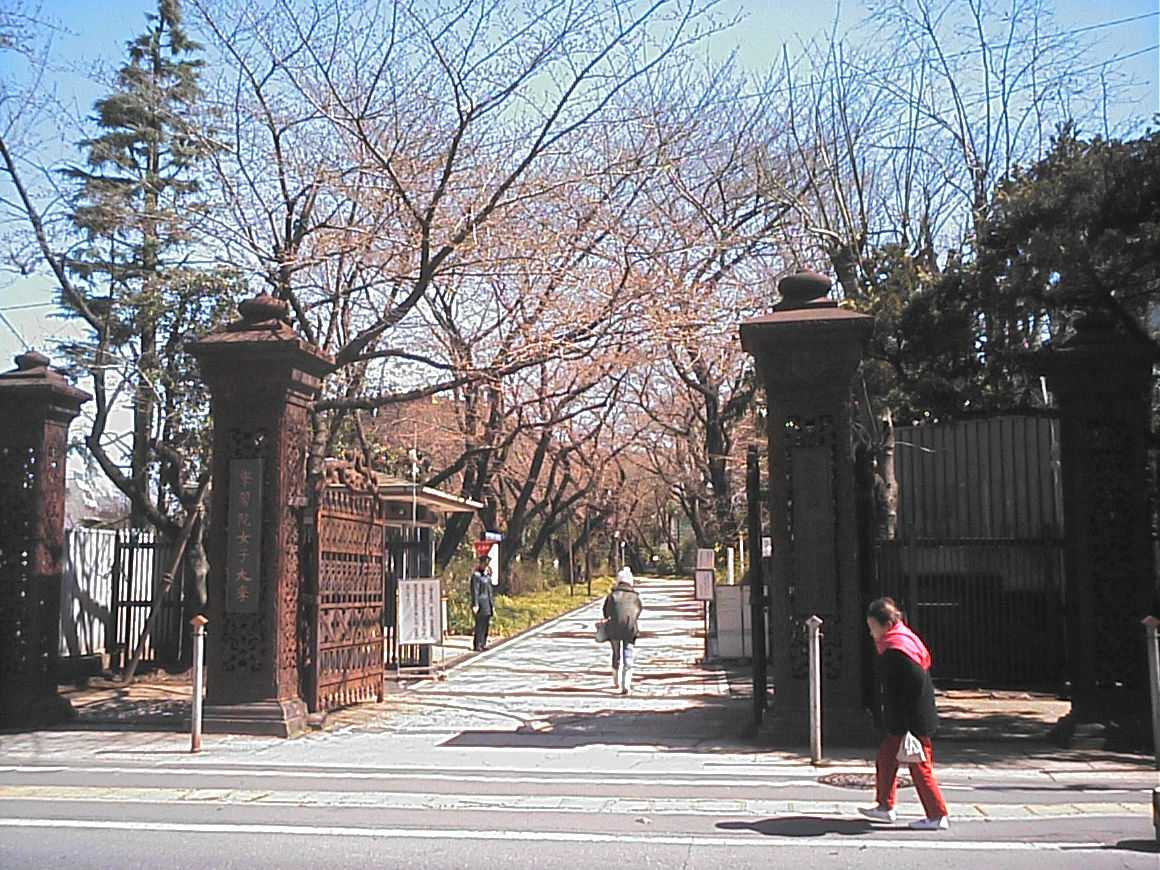
學習院女子大學

- 早稻田大學戶山校區（文學部、文化構想學部）
- 西早稻田站[3]
- 新宿區立西早稻田中學校（舊戶塚第一中學校）
- 新宿區立東戶山小學校
- ステパ新宿
- 國立感染症研究所
- 獨立行政法人國立國際醫療研究中心
- 東京都心身障害者福祉中心 （页面存档备份，存于）

## 圖片

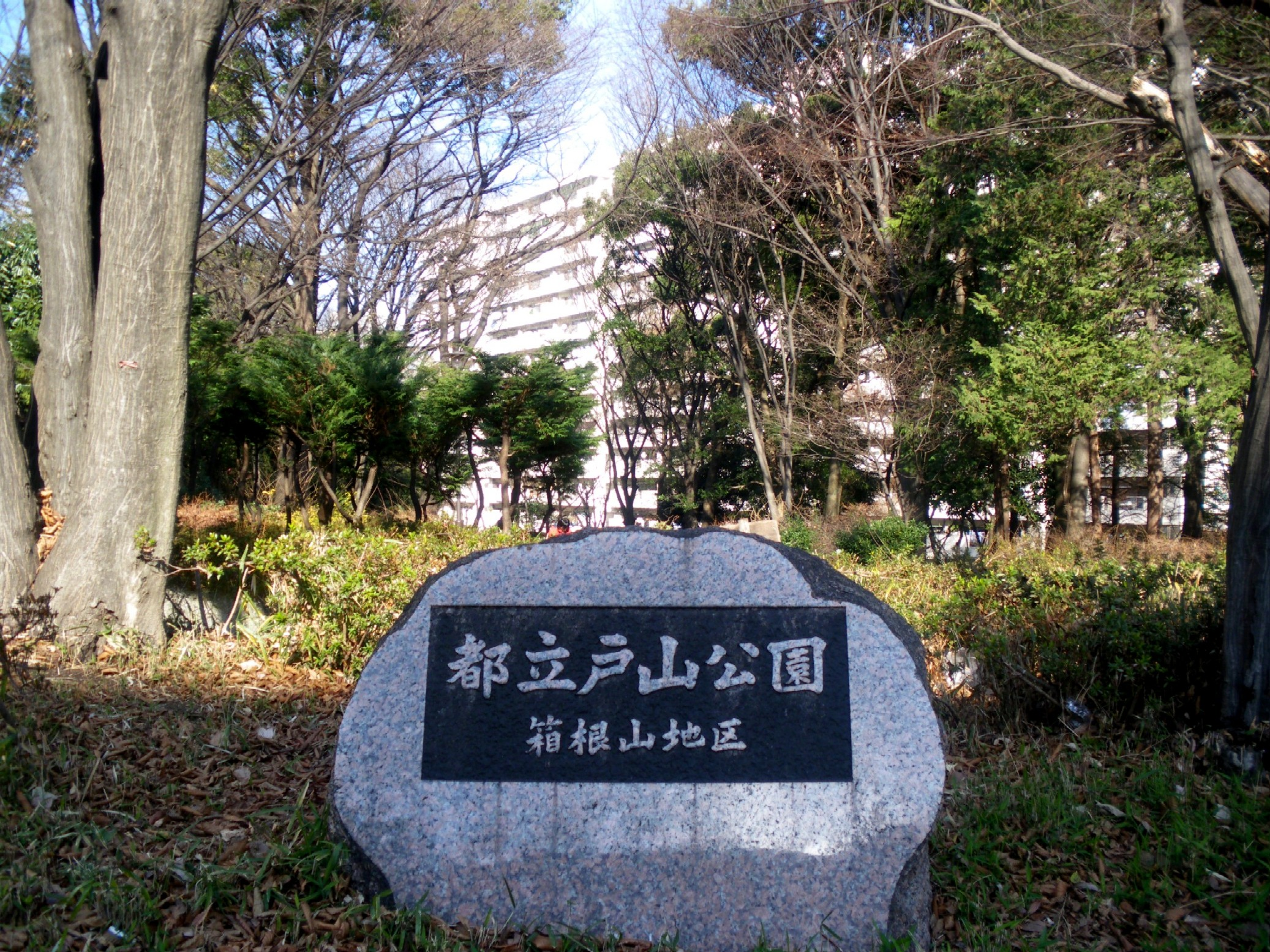
戶山公園（箱根山地區）入口
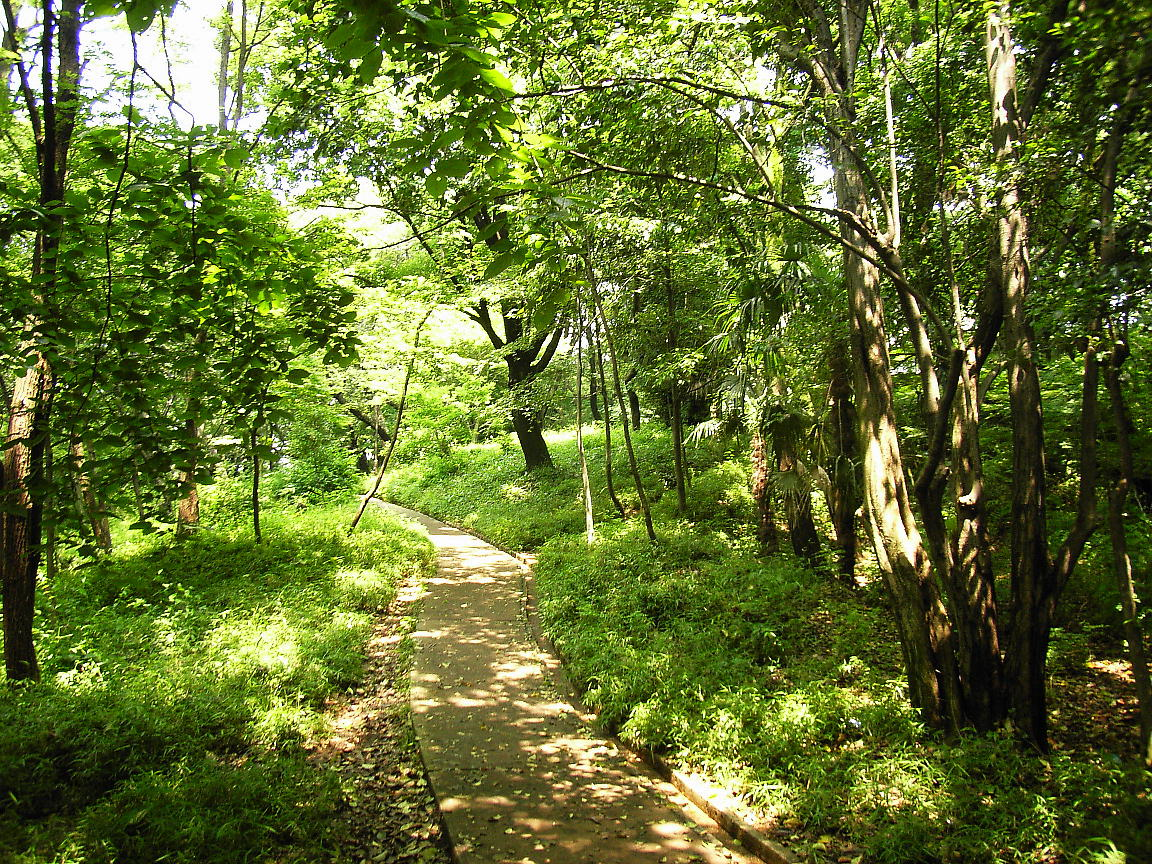
箱根山麓登山口

## 備註
1. ↑  .   [2013-08-10]. （原始内容存档于2014-08-19）.
2. ↑  小字「和田外山」保留至牛込下戶塚町。
3. 1 2  「西早稻田」という站名であるが，所在地は戶山である。 （页面存档备份，存于）